# Буйниці
Буйниці (пол. Bujnice) — село в Польщі, у гміні Ґошковиці Пйотрковського повіту Лодзинського воєводства.
Населення — 233 особи (2011).
У 1975-1998 роках село належало до Пйотрковського воєводства.

## Демографія
Демографічна структура станом на 31 березня 2011 року:
|          | Загалом | Допрацездатний вік | Працездатний вік | Постпрацездатний вік |
| -------- | ------- | ------------------ | ---------------- | -------------------- |
| Чоловіки | 121     | 23                 | 88               | 10                   |
| Жінки    | 112     | 25                 | 69               | 18                   |
| Разом    | 233     | 48                 | 157              | 28                   |